# Haimbachia dumptalis
Haimbachia dumptalis é uma espécie de mariposa pertencente à família Crambidae. Foi descrita pela primeira vez por Schaus em 1922. Há registos da sua ocorrência na Guatemala.